# Herbert Rauter

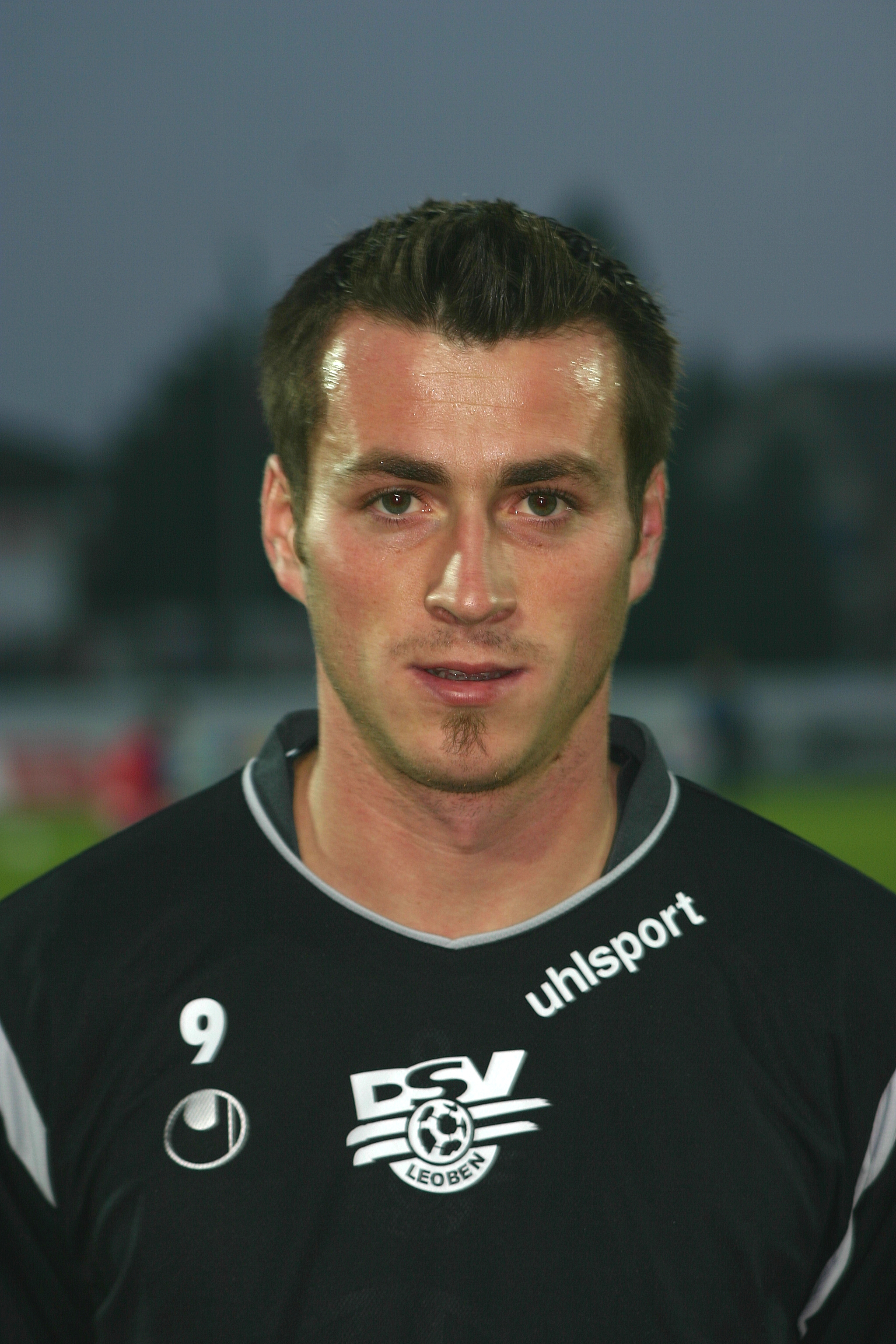
Herbert Rauter im Trikot des DSV Leoben (2008)

Herbert Rauter (* 27. Jänner 1982 in Graz) ist ein österreichischer Fußballspieler auf der Position eines Mittelfeldspielers. Seit Juli 2021 spielt er beim SV Lebring.

## Karriere
Rauter spielte von 1992 bis 2007 beim SK Sturm Graz. Der Offensiv-Allrounder wurde damals noch von Ivica Osim entdeckt. 2001 wurde er von Sturm in die Kampfmannschaft geholt und kam unter Franco Foda zu einigen Einsätzen. Jedoch konnte Rauter sich nie wirklich durchsetzen und so wechselte er zu Saisonbeginn 2007/2008 leihweise von Sturm Graz zum DSV Leoben in die zweitklassige Erste Liga um Spielpraxis sammeln zu können. 2008 verließ er endgültig den SK Sturm und  unterschrieb einen Einjahresvertrag bei den Leobnern. Im Winter 2008/09 wechselte er zum Grazer AK, da Leoben aus finanziellen Gründen alle seine Spieler kostenlos freigab. Im Frühjahr 2009 kam er beim GAK bei 13 absolvierten Meisterschaftsspielen auf elf Treffer. Schnell wurde der ehemalige Sturm-Spieler zum Publikumsliebling der Roten Teufel.
In der Saison 2009/10 musste Herbert Rauter oft auf die linke Mittelfeld Position ausweichen, dennoch erzielte er in 30 Spielen zehn Treffer. In der Saison 2010/11 wurde Herbert Rauter mit 23 Treffern in 28 Spielen Torschützenkönig der Regionalliga Mitte. In der nachfolgenden Spielzeit steuerte er weitere 22 Tore in 28 Meisterschaftsspielen bei. Bis zum abermaligen Konkurs des GAK kam er im Herbstdurchgang in 13 Ligaspielen zum Einsatz und kam dabei auf drei Treffer.
Nach dem Konkurs seines Klubs vereinslos, wechselte Rauter am 16. November 2012 ablösefrei und mit sofortiger Wirkung zum SC Wiener Neustadt, jedoch war er erst nach der Winterpause spielberechtigt.
Nach dem Abstieg des SC Wiener Neustadt wurde im Sommer 2015 sein Vertrag nicht verlängert, worauf Rauter in die Regionalliga Ost zum SC Ritzing wechselte. Wegen einer schweren Verletzung kam er dort erst ab März 2016 zum Einsatz. Im Sommer 2017 verließ er die Ritzinger zum SV Lebring und wechselte nach drei Jahren im Sommer 2020 zu den Amateuren des Grazer AK.
Bereits davor war er von 2016 bis 2017 als Nachwuchstrainer beim FC Stattegg in Erscheinung getreten und hatte ab Sommer 2017 auch den Vereinsnachwuchs des SV Lebring trainiert. Seit März 2021 tritt er zudem als Individualtrainer des zweiten Mannschaft des GAK in Erscheinung und ist ebenfalls seit 2020/21 im Besitz der UEFA-B-Trainerlizenz.